# Loma Bonita, Libres
Loma Bonita är en ort i Mexiko.   Den ligger i kommunen Libres och delstaten Puebla, i den sydöstra delen av landet, 150 km öster om huvudstaden Mexico City. Loma Bonita ligger 2 394 meter över havet och antalet invånare är 102.
Terrängen runt Loma Bonita är kuperad åt nordväst, men åt sydost är den platt. Runt Loma Bonita är det ganska tätbefolkat, med 124 invånare per kvadratkilometer. Närmaste större samhälle är Villa de El Carmen Tequexquitla, 19,0 km söder om Loma Bonita. Trakten runt Loma Bonita består till största delen av jordbruksmark.